# Mariño (Sucre)
Mariño è un comune del Venezuela situato nello Stato di Sucre.
Il capoluogo del comune è la città di Irapa.